# 斯氏准天竺鯛
斯氏准天竺鯛（學名：Pseudamiops springeri），為輻鰭魚綱天竺鲷科准天竺鯛屬的一種。分布於西印度洋紅海、埃及阿卡巴灣和朱巴海峽北部以及沙烏地阿拉伯吉達北部海域，深度5至18公尺，本魚體延長，體稍側扁，眼大、口大且斜裂，頜齒細小，鋤骨和腭骨通常具齒，舌上無齒，前鰓蓋骨邊緣平滑，鰓蓋骨後緣棘不發達，身體和頭部透明，鰓紅色，腹膜黑色，虹膜呈灰褐色，尾鰭圓形，背鰭硬棘7枚、背鰭軟條8枚、臀鰭硬棘2枚、臀鰭軟條8枚，體長可達2.7公分，棲息在礁石區洞穴，夜間活動，屬肉食性，生活習性不明。